# Arrondissement Nyons
Das Arrondissement Nyons ist eine Verwaltungseinheit des französischen Départements Drôme innerhalb der Region Auvergne-Rhône-Alpes. Verwaltungssitz (Unterpräfektur) ist Nyons. Mit Wirkung auf den 1. Februar 2006 wechselten die Kantone Dieulefit, Marsanne, Montélimar-1 und Montélimar-2 im Zuge einer Verwaltungsreform vom Arrondissement Valence zum Arrondissement Nyons.
Im Arrondissement liegen sechs Wahlkreise (Kantone) und 150 Gemeinden.

## Wahlkreise
- Kanton Dieulefit (mit 38 von 44 Gemeinden)
- Kanton Grignan
- Kanton Montélimar-1
- Kanton Montélimar-2
- Kanton Nyons et Baronnies
- Kanton Le Tricastin

## Gemeinden
Die Gemeinden des Arrondissements Nyons sind:
| 1. Aleyrac (26003)                    | 2. Allan (26005)                        | 3. Ancône (26008)                      | 4. Arpavon (26013)                      |
| 5. Aubres (26016)                     | 6. Aulan (26018)                        | 7. Ballons (26022)                     | 8. Barret-de-Lioure (26026)             |
| 9. La Bâtie-Rolland (26031)           | 10. La Baume-de-Transit (26033)         | 11. Beauvoisin (26043)                 | 12. La Bégude-de-Mazenc (26045)         |
| 13. Bellecombe-Tarendol (26046)       | 14. Bénivay-Ollon (26048)               | 15. Bésignan (26050)                   | 16. Bézaudun-sur-Bîne (26051)           |
| 17. Bonlieu-sur-Roubion (26052)       | 18. Bouchet (26054)                     | 19. Bourdeaux (26056)                  | 20. Bouvières (26060)                   |
| 21. Buis-les-Baronnies (26063)        | 22. Chamaret (26070)                    | 23. Chantemerle-lès-Grignan (26073)    | 24. La Charce (26075)                   |
| 25. Charols (26078)                   | 26. Châteauneuf-de-Bordette (26082)     | 27. Châteauneuf-du-Rhône (26085)       | 28. Chaudebonne (26089)                 |
| 29. Chauvac-Laux-Montaux (26091)      | 30. Clansayes (26093)                   | 31. Cléon-d’Andran (26095)             | 32. Colonzelle (26099)                  |
| 33. Comps (26101)                     | 34. Condillac (26102)                   | 35. Condorcet (26103)                  | 36. Cornillac (26104)                   |
| 37. Cornillon-sur-l’Oule (26105)      | 38. La Coucourde (26106)                | 39. Crupies (26111)                    | 40. Curnier (26112)                     |
| 41. Dieulefit (26114)                 | 42. Donzère (26116)                     | 43. Espeluche (26121)                  | 44. Eygalayes (26126)                   |
| 45. Eygaliers (26127)                 | 46. Eyroles (26130)                     | 47. Eyzahut (26131)                    | 48. Ferrassières (26135)                |
| 49. La Garde-Adhémar (26138)          | 50. Les Granges-Gontardes (26145)       | 51. Grignan (26146)                    | 52. Izon-la-Bruisse (26150)             |
| 53. Laborel (26153)                   | 54. Lachau (26154)                      | 55. La Laupie (26157)                  | 56. Lemps (26161)                       |
| 57. Malataverne (26169)               | 58. Manas (26171)                       | 59. Marsanne (26176)                   | 60. Mérindol-les-Oliviers (26180)       |
| 61. Mévouillon (26181)                | 62. Mirabel-aux-Baronnies (26182)       | 63. Mollans-sur-Ouvèze (26188)         | 64. Montauban-sur-l’Ouvèze (26189)      |
| 65. Montaulieu (26190)                | 66. Montboucher-sur-Jabron (26191)      | 67. Montbrison-sur-Lez (26192)         | 68. Montbrun-les-Bains (26193)          |
| 69. Montélimar (26198)                | 70. Montferrand-la-Fare (26199)         | 71. Montfroc (26200)                   | 72. Montguers (26201)                   |
| 73. Montjoux (26202)                  | 74. Montjoyer (26203)                   | 75. Montréal-les-Sources (26209)       | 76. Montségur-sur-Lauzon (26211)        |
| 77. Nyons (26220)                     | 78. Orcinas (26222)                     | 79. Le Pègue (26226)                   | 80. Pelonne (26227)                     |
| 81. La Penne-sur-l’Ouvèze (26229)     | 82. Piégon (26233)                      | 83. Pierrelatte (26235)                | 84. Pierrelongue (26236)                |
| 85. Les Pilles (26238)                | 86. Plaisians (26239)                   | 87. Le Poët-en-Percip (26242)          | 88. Le Poët-Laval (26243)               |
| 89. Le Poët-Sigillat (26244)          | 90. Pommerol (26245)                    | 91. Pont-de-Barret (26249)             | 92. Portes-en-Valdaine (26251)          |
| 93. Propiac (26256)                   | 94. Puygiron (26257)                    | 95. Puy-Saint-Martin (26258)           | 96. Réauville (26261)                   |
| 97. Reilhanette (26263)               | 98. Rémuzat (26264)                     | 99. Rioms (26267)                      | 100. Rochebaudin (26268)                |
| 101. Rochebrune (26269)               | 102. Rochefort-en-Valdaine (26272)      | 103. Rochegude (26275)                 | 104. Roche-Saint-Secret-Béconne (26276) |
| 105. La Roche-sur-le-Buis (26278)     | 106. La Rochette-du-Buis (26279)        | 107. Roussas (26284)                   | 108. Rousset-les-Vignes (26285)         |
| 109. Roussieux (26286)                | 110. Roynac (26287)                     | 111. Sahune (26288)                    | 112. Saint-Auban-sur-l’Ouvèze (26292)   |
| 113. Saint-Ferréol-Trente-Pas (26304) | 114. Saint-Gervais-sur-Roubion (26305)  | 115. Saint-Marcel-lès-Sauzet (26312)   | 116. Saint-Maurice-sur-Eygues (26317)   |
| 117. Saint-May (26318)                | 118. Saint-Pantaléon-les-Vignes (26322) | 119. Saint-Paul-Trois-Châteaux (26324) | 120. Saint-Restitut (26326)             |
| 121. Saint-Sauveur-Gouvernet (26329)  | 122. Sainte-Euphémie-sur-Ouvèze (26303) | 123. Sainte-Jalle (26306)              | 124. Salettes (26334)                   |
| 125. Salles-sous-Bois (26335)         | 126. Saulce-sur-Rhône (26337)           | 127. Sauzet (26338)                    | 128. Savasse (26339)                    |
| 129. Séderon (26340)                  | 130. Solérieux (26342)                  | 131. Souspierre (26343)                | 132. Suze-la-Rousse (26345)             |
| 133. Taulignan (26348)                | 134. Teyssières (26350)                 | 135. Les Tonils (26351)                | 136. La Touche (26352)                  |
| 137. Les Tourrettes (26353)           | 138. Truinas (26356)                    | 139. Tulette (26357)                   | 140. Valaurie (26360)                   |
| 141. Valouse (26363)                  | 142. Venterol (26367)                   | 143. Verclause (26369)                 | 144. Vercoiran (26370)                  |
| 145. Vers-sur-Méouge (26372)          | 146. Vesc (26373)                       | 147. Villebois-les-Pins (26374)        | 148. Villefranche-le-Château (26375)    |
| 149. Villeperdrix (26376)             | 150. Vinsobres (26377)                  |                                        |                                         |

## Neuordnung der Arrondissements 2017

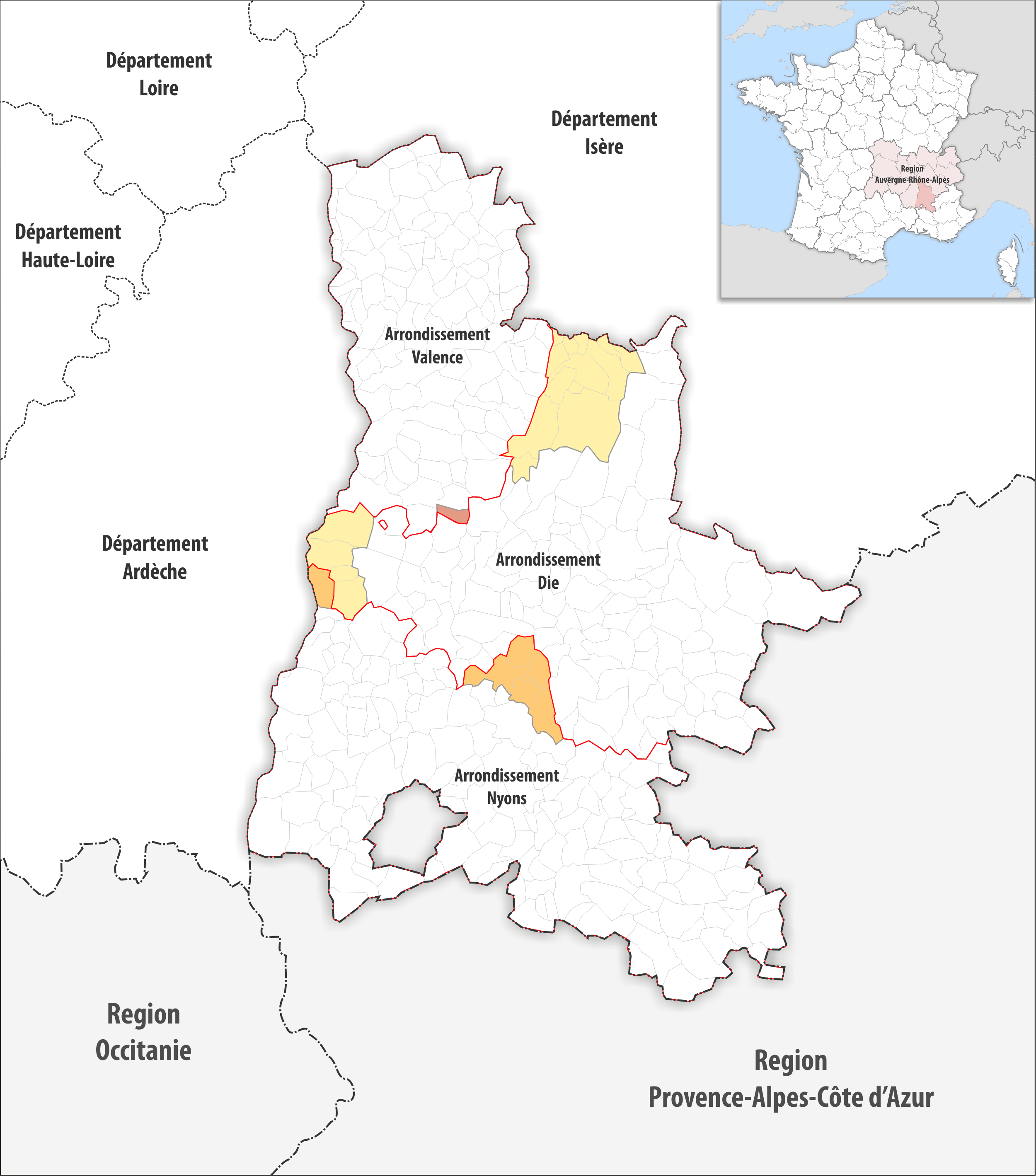
Arrondissementsanpassungen im Jahr 2017

Durch die Neuordnung der Arrondissements im Jahr 2017 wurden die sechs Gemeinden Bézaudun-sur-Bîne, Bourdeaux, Bouvières, Crupies, Les Tonils und Truinas aus dem Arrondissement Die und die Gemeinde Saulce-sur-Rhône aus dem Arrondissement Valence dem Arrondissement Nyons zugewiesen.

## Weitere Neuordnungen
- Zum 24. Juni 2021 wurde die Gemeinde Puy-Saint-Martin aus dem Arrondissement Die in das Arrondissement Nyons übergeführt.[1]